# Morenada

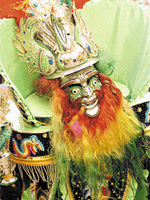
La Morenada, Danza Boliviana

La morenada è una delle danze più rappresentative della cultura occidentale della Bolivia.

## Storia
La storia racconta che a partire dal 1570, la Corona spagnola, col fine di mantenere la sua brutale egemonia in America e il suo splendore imperiale in Europa, adopera schiavi neri per le miniere d'argento Sumac-Orco nella città di Potosí (Bolivia) sotto un terribile sistema di lavoro forzato; essi non sopportarono il lavoro nelle miniere e furono così trasferiti per essere riutilizzati nel coltivo della foglia di coca.
La morenada rappresenta il trasferimento degli schiavi africani dalle miniere alle calde terre della regione di Los Yungas (La Paz, Bolivia). È il popolo aymara, originario di queste terre, testimone oculare che vuole ricordare questo triste episodio in una danza, la morenada.